# Chiniak
Chiniak est une localité d'Alaska (CDP) aux États-Unis dans le Borough de l'île Kodiak dont la population était de 47 habitants en 2010.

## Situation - climat
Elle est située à 72 km au dus-est de Kodiak, à la pointe est de l'île Kodiak.
Les températures vont de −10 °C à 8 °C en hiver et de 4 °C à 24 °C en été.

## Histoire - activités
Chiniak est un nom Alutiiq, référencé pour la première fois en 1888 par le commandant du vapeur Albatross, de l'US Navy. le village avait été appelé en 1778 Cap Greville par le capitaine James Cook. Au milieu des années cinquante, un radar militaire y avait été construit.
Il y existe actuellement une école et une poste, mais pas de commerce. Les habitants vont travailler à Kodiak.

## Démographie
| 1880 | 1990 | 2000 | 2010 | - | - |
| ---- | ---- | ---- | ---- | - | - |
| 24   | 69   | 50   | 47   | - | - |

## Sources et références
- (en) CIS

- (en) Cet article est partiellement ou en totalité issu de l’article de Wikipédia en anglais intitulé « Chiniak, Alaska » (voir la liste des auteurs).

1. ↑  « Statistiques des États-Unis - Alaska - Profils des communautés de 2010 » (consulté en novembre 2020)